# Глинки (Рославльский район)
Глинки — деревня в Рославльском районе Смоленской области России. Входит в состав Рославлького сельского поселения. Население — 25 жителей (2007 год). 
Расположена в южной части области в 7 км к северо-западу от Рославля, в 0,5 км восточнее автодороги А141 Орёл — Витебск. В 1,5 км южнее деревни расположена железнодорожная станция Остёр на линии Смоленск — Рославль. 

## История
В годы Великой Отечественной войны деревня была оккупирована гитлеровскими войсками в августе 1941 года, освобождена в сентябре 1943 года.